# Municipio de Noble (condado de Cass)
El municipio de Noble (en inglés: Noble Township) es un municipio ubicado en el condado de Cass en el estado estadounidense de Indiana. En el año 2010 tenía una población de 1960 habitantes y una densidad poblacional de 28,91 personas por km².

## Geografía
El municipio de Noble se encuentra ubicado en las coordenadas 40°47′23″N 86°25′11″O / 40.78972, -86.41972. Según la Oficina del Censo de los Estados Unidos, el municipio tiene una superficie total de 67.79 km², de la cual 67,33 km² corresponden a tierra firme y (0,67 %) 0,46 km² es agua.

## Demografía
Según el censo de 2010, había 1960 personas residiendo en el municipio de Noble. La densidad de población era de 28,91 hab./km². De los 1960 habitantes, el municipio de Noble estaba compuesto por el 94,29 % blancos, el 0,46 % eran afroamericanos, el 0,36 % eran amerindios, el 0,31 % eran asiáticos, el 3,37 % eran de otras razas y el 1,22 % eran de una mezcla de razas. Del total de la población el 7,19 % eran hispanos o latinos de cualquier raza.